# Міський округ місто Дзержинськ
Міський округ місто Дзержинськ (рос. Городской округ город Дзержинск) - адміністративно-територіальне утворення (місто обласного значення) і муніципальне утворення зі статусом міського округу в західній частині Нижньогородської області Росії.
Адміністративний центр - місто Дзержинськ.

## Населення
| 2002     | 2008     | 2009     | 2010     | 2011     | 2012     | 2013     |
| -------- | -------- | -------- | -------- | -------- | -------- | -------- |
| 270 902  | ↘256 138 | ↘254 440 | ↘251 016 | ↘250 883 | ↘249 297 | ↘248 000 |
| 2014     | 2015     | 2016     | 2017     |          |          |          |
| ↘246 135 | ↘244 616 | ↘243 439 | ↘242 033 |          |          |          |